# سالمیه (کویت)
شهر السالمیه (به عربی: السالمیة) در استان حولی در کشور کویت واقع شده‌است. جمعیت این شهر ۱۴۵٫۳۲۸ نفر است. 